# Alegre (microregio)
Alegre (IPA: [aˈlɛɡɾɪ]) is een van de 13 microregio's van de Braziliaanse deelstaat Espírito Santo. Zij ligt in de mesoregio Sul Espírito-Santense en grenst aan de deelstaten Rio de Janeiro in het zuidwesten en Minas Gerais in het westen en noorden, de mesoregio Central Espírito-Santense in het noordoosten en de microregio Cachoeiro de Itapemirim in het oosten en zuiden. De microregio heeft een oppervlakte van ca. 3465 km². Midden 2004 werd het inwoneraantal geschat op 160.570.
Negen gemeenten behoren tot deze microregio:
- Alegre
- Divino de São Lourenço
- Dores do Rio Preto
- Guaçuí
- Ibatiba
- Ibitirama
- Irupi
- Iúna
- Muniz Freire

Mesoregio's: Central Espírito-Santense · Litoral Norte Espírito-Santense · Noroeste Espírito-Santense · Sul Espírito-Santense

Microregio's: Afonso Cláudio · Alegre · Barra de São Francisco · Cachoeiro de Itapemirim · Colatina · Guarapari · Itapemirim · Linhares · Montanha · Nova Venécia · Santa Teresa · São Mateus · Vitória